# Павильон Наулакха
Павильон Наулакха (урду نولکھا‎) — личные апартаменты из белого мрамора с криволинейной крышей, расположенные рядом с внутренним двором Шиш-Махала, в северной части Лахорской крепости в Лахоре (Пакистан). Он является одним из 21 памятника, расположенных в пределах Лахорской крепости, с его западного фасада открывается панорамный вид на Старый город Лахора.
Первоначально сооружение было инкрустировано драгоценными и полудрагоценными камнями и выходило окнами на реку Рави. В 1981 году, как часть более крупного комплекса Лахорской крепости, павильон Наулакха был внесён в список всемирного наследия ЮНЕСКО. Ныне он служит одной из самых узнаваемых достопримечательностей Лахора, оказавшей влияние на архитектурный облик известных зданий, включая здание посольства Пакистана в Вашингтоне.

## Этимология
Стоимость павильона, построенного в 1633 году могольским падишахом Шах-Джаханом в качестве небольшого летнего домика, составила около 900 000 рупий, непомерная сумма по тем временам. Название Наулакха с языка урду переводится как «стоит 9 лакхов рупий» (лакх равняется 100 000 единиц измерения). Это слово даже вошло в обиход для обозначения чего-то драгоценного.

## История

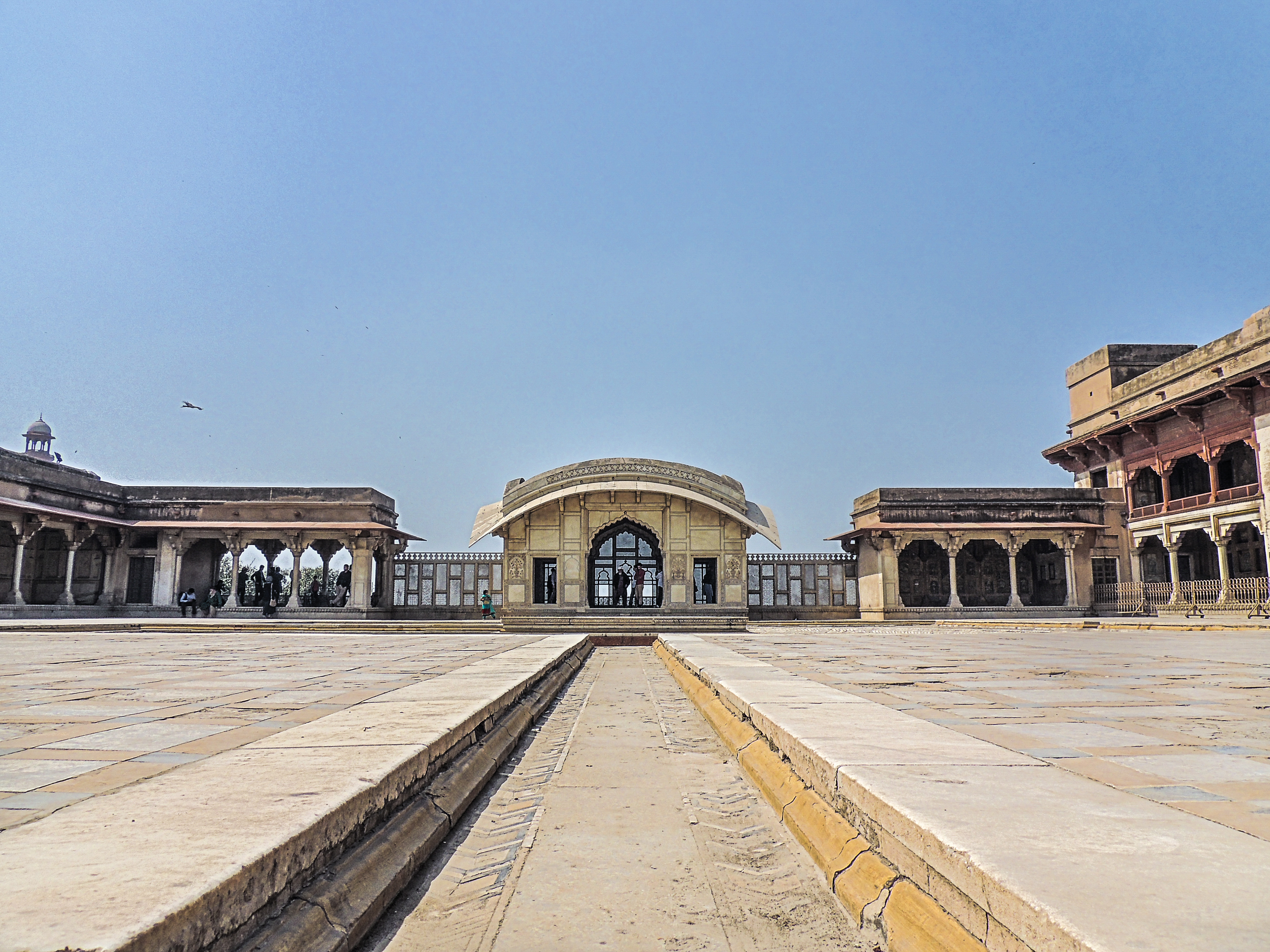
Павильон примыкает к Шиш-Махалу в квартале Шах-Бурдж на территории Лахорской крепости.

Лахорская крепость была построена в 1566 году при правлении могольского падишаха Акбара I Великого на месте более раннего глинобитного форта. Массивная кирпичная кладка комплекса была позже расширена и модифицирована последующими правителями. Могольский падишах Шах-Джахан, начавший возводить Тадж-Махал в Агре, в то же время, в 1633 году, построил и небольшой летний дом в Лахоре, стоимость которого составила около 900 000 рупий, непомерную сумму для того времени. Павильон Наулакха относится к числу зданий, которые были возведены или реконструированы в 1628—1634 годах при правлении Шах-Джахана. Благодаря его личному интересу к проектированию и строительству, для этих строений характерны симметрия и иерархические акценты. Павильон Наулакха является частью квартала Шах-Бурдж, расположенного в северо-западной части форта, который фактически был возведён его предшественником Джахангиром.
В 1927 году здание было занесено в список памятников Департамента археологии Британской Индии. В 1975 году павильон был включён в список охраняемых памятников в соответствии с Законом о древностях Департаментом археологии Пакистана, а в 1981 году, как часть более крупного комплекса Лахорской крепости, был внесён в список всемирного наследия ЮНЕСКО.
В 2000-е годы здание и его материалы начали демонстрировать признаки повреждения и обесцвечивания из-за загрязнения воздуха. Вредные вещества, такие как диоксид серы и другие выбросы, уже плохо повлияли на белый мрамор близлежащего Шиш-Махала.

## Описание

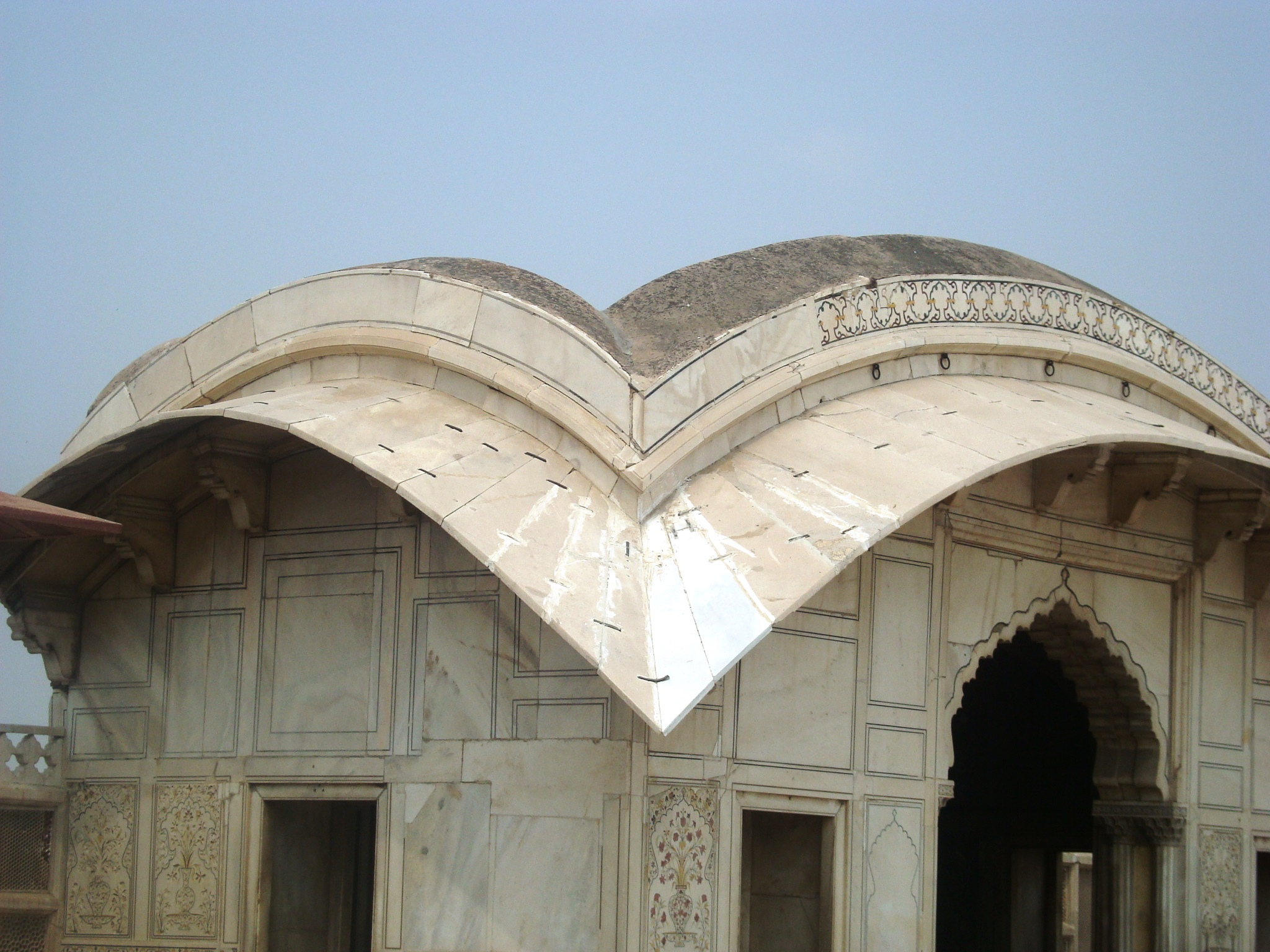
Павильон Наулакха известен своей характерной бенгальской криволинейной крышей в стиле до-чала.

Павильон прямоугольной формы, расположенный к западу от Шиш-Махала, выделяется своей центральной арочной и необычайно изогнутой крышей, типичной для бенгальского стиля до-чала. Эта уникальная особенность является символом архитектуры Шаджахани. Она отражает в себе смесь современных на то время традиций наклонных крыш из Бенгалии и балдахина из Европы. Это свидетельствует об имперском, а также религиозном образе строения. Первоначальная крыша, вероятно, была позолоченной. Внутренние стены тщательно инкрустированы драгоценными и полудрагоценными камнями, а серебро с тонким орнаментом парчин кари считается одним из лучших в своём роде в мире. Глазурованные изразцовые мозаики были использованы для украшения пазух сводов арочных проёмов цветочными узорами и изображениями ангелов, джиннов и соломоновых символов. Мраморные перегородки павильона увенчаны зубцами, чтобы обитателей павильона не было видно с территории между фортом и рекой. Общий четырёхугольный план павильона включает в себя личные покои семьи падишаха и очень напоминает Агра-форт.

## Влияние

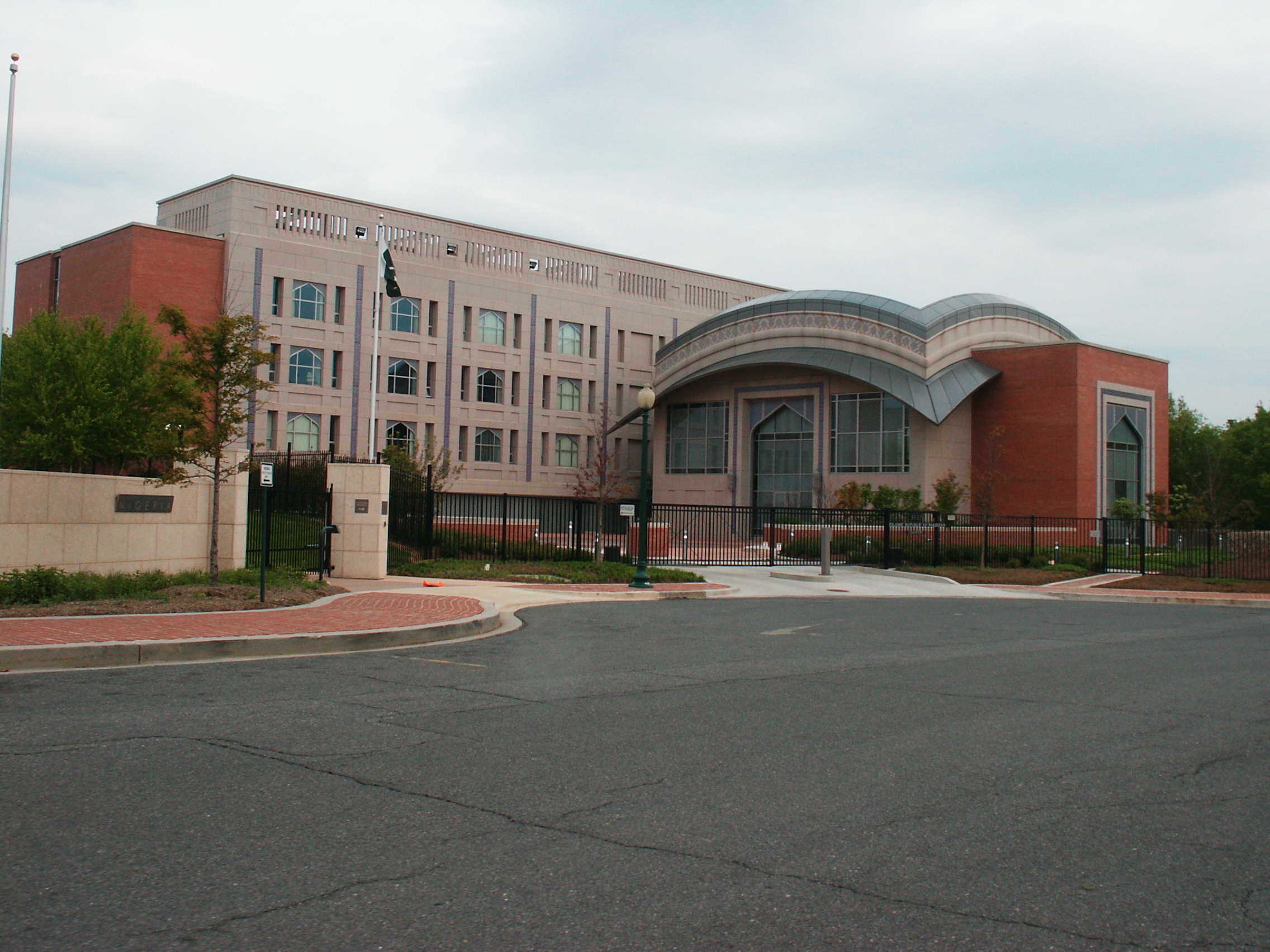
Архитектурный стиль посольства Пакистана в Вашингтоне основан на образе павильона Наулакха.

Будучи уникальным и впечатляющим памятником могольской архитектуры, павильон Наулакха впечатлил и Редьярда Киплинга в первые дни его пребывания в Лахоре. Один из его романов называется «Наулакха», он был написан в сотрудничестве с Уолкоттом Балестье, братом его тогдашней невесты Каролины. В произведении речь идёт о драгоценном ожерелье, которое называется Наулакха. Когда Киплинг поселился в своем доме в Даммерстоне (штат Вермонт), он назвал его Наулакхой, в честь павильона в Лахоре. Для него она символизировала добродетели, спокойствие и уединённость сельской местности Вермонта.
Здание посольства Пакистана в Вашингтоне частично спроектировано по образцу павильона Наулакха

## Нумизматика
Мотив павильона Наулакха Архивная копия от 27 мая 2016 на Wayback Machine был использован на реверсе пакистанской банкноты в одну рупию, выпущенной правительством Пакистана в 1964 году. В 1980-х годах он был заменён на гробницу Алламы Икбала, а в 2005 году банкнота в одну рупию и вовсе была выведена из обращения.

## Галерея

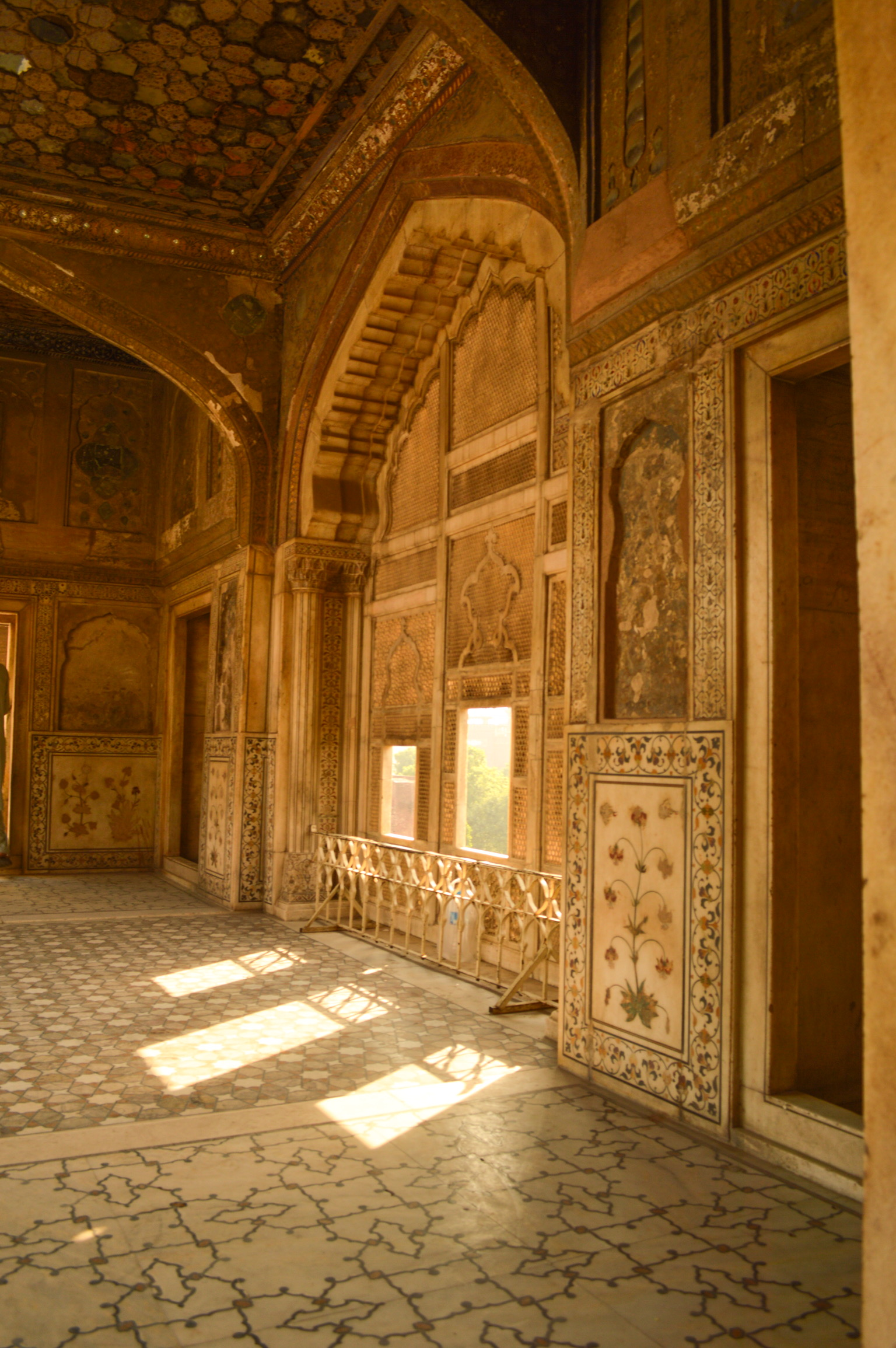
Интерьер павильона
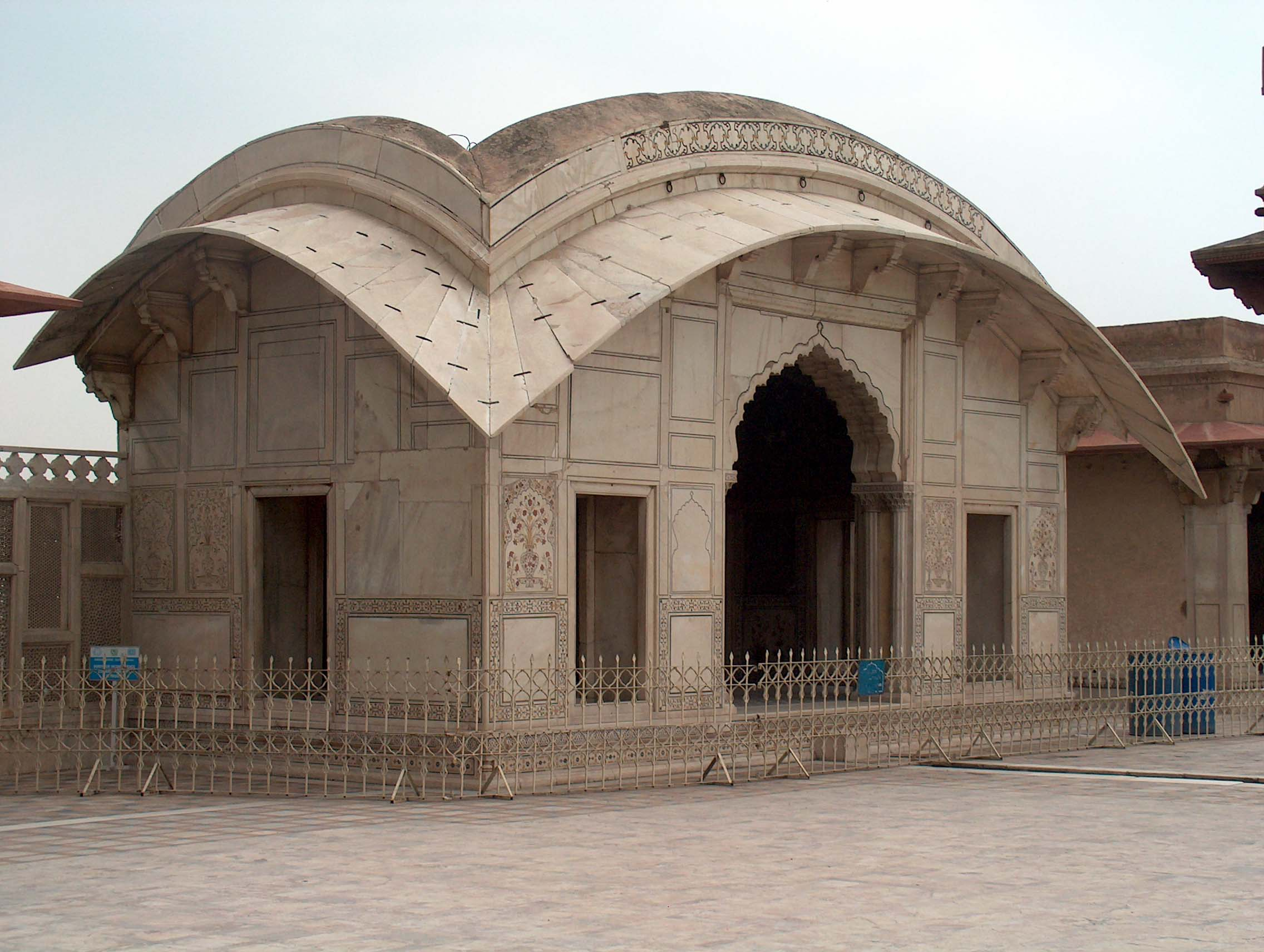
Крупный план
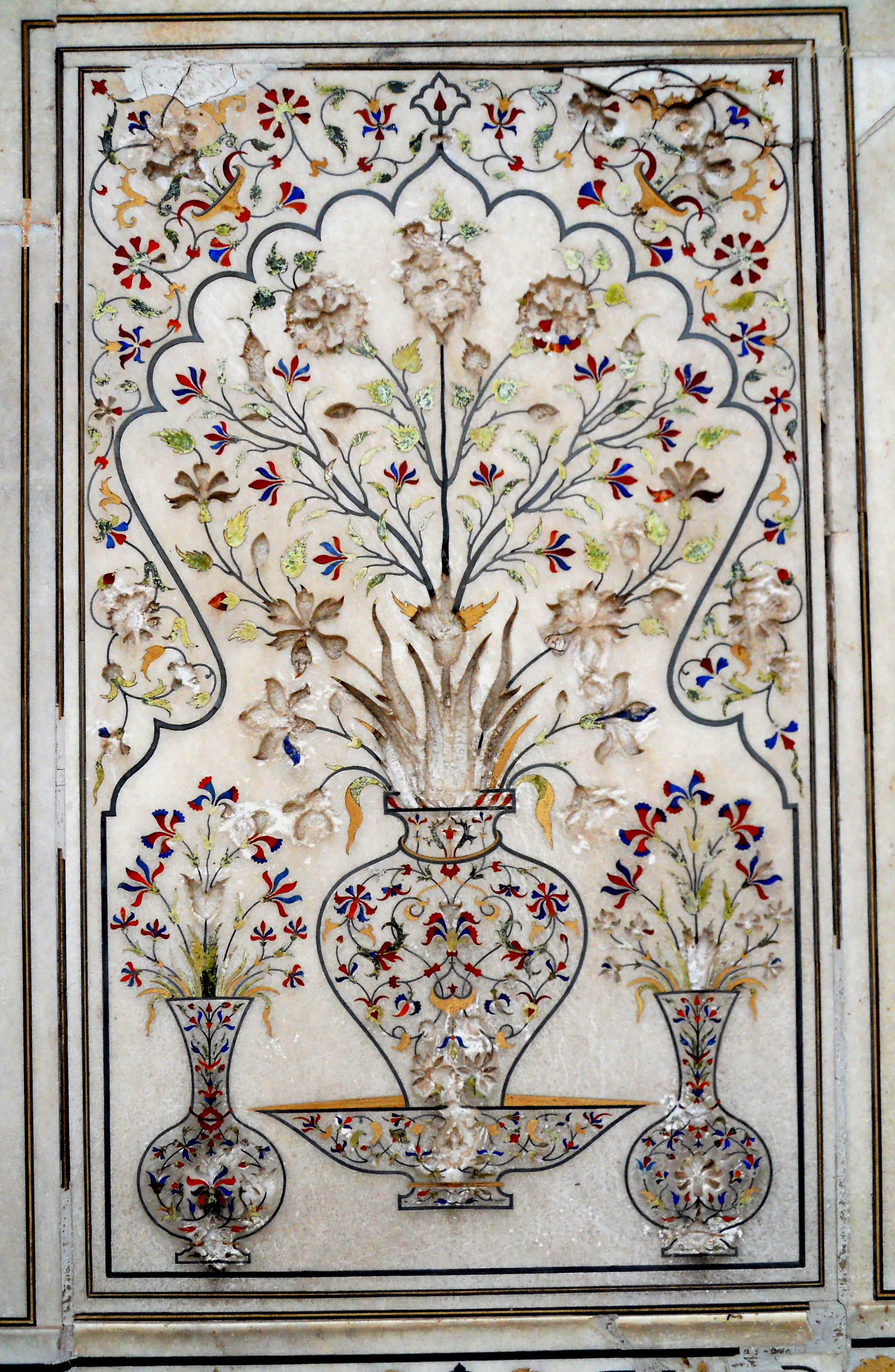
Деталь с флорентийской мозаикой
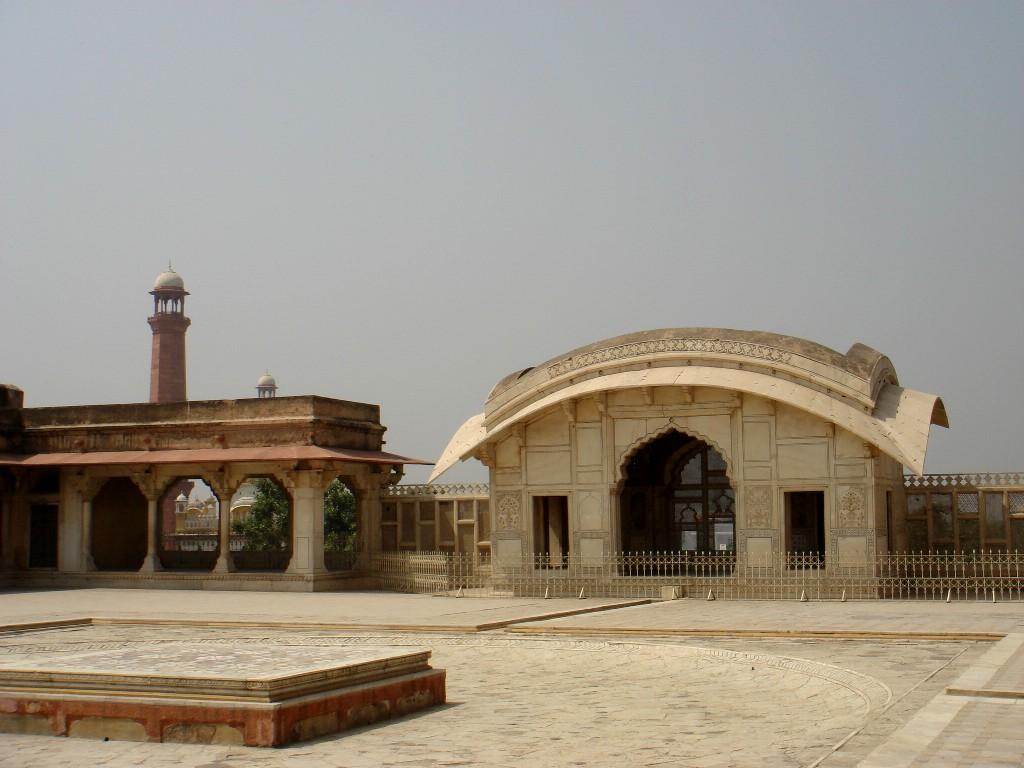
Более широкий вид на территорию павильона, минареты мечети Бадшахи видны на заднем плане
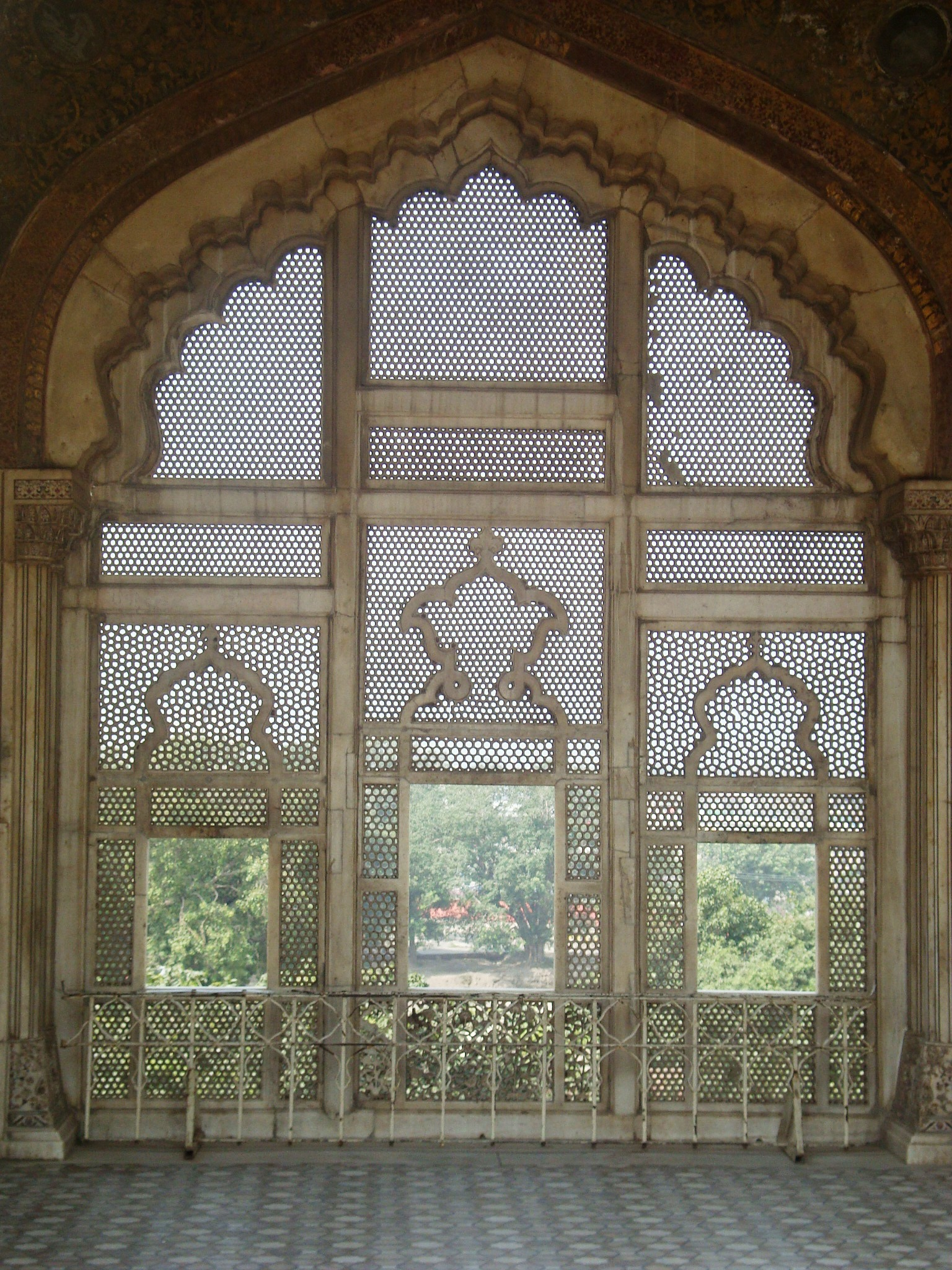
Резная мраморная перегородка